# پای گوشت

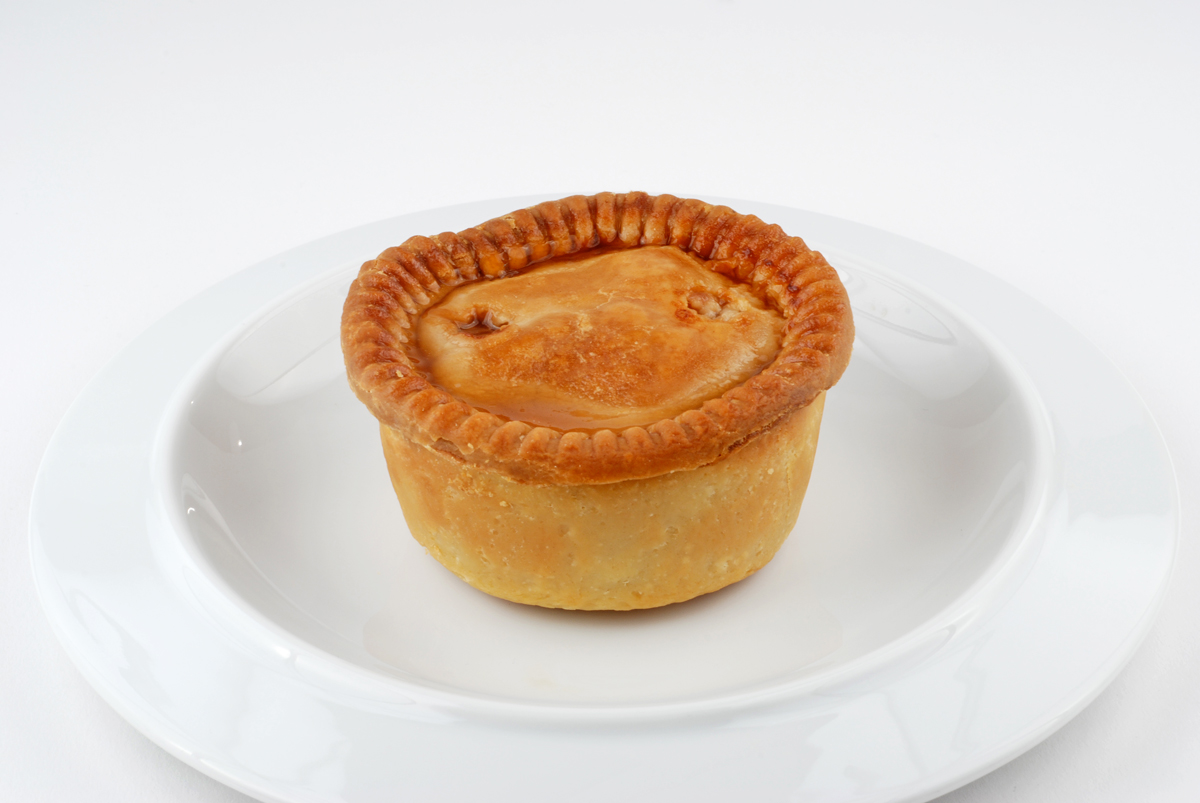
پای گوشت

پای گوشت نوعی غذاست که در آن گوشت چرخ شده و با پیاز سرخ شده، قارچ، انواع سبزیجات و غیره در داخل خمیر پای قرار گرفته و بر سطح آن معمولاً تخم مرغ و آب را با برس آشپزی مالیده می‌شود و در داخل فر پخت می‌شود.